# Calimeris canescens
Calimeris canescens là một loài thực vật có hoa trong họ Cúc. Loài này được Nees mô tả khoa học đầu tiên năm 1832.